# Nymphaea tenuinervia
Nymphaea tenuinervia är en näckrosväxtart som beskrevs av Johann Xaver Robert Caspary. Nymphaea tenuinervia ingår i släktet vita näckrosor, och familjen näckrosväxter. Inga underarter finns listade i Catalogue of Life.